# Ptisana salicina
Ptisana salicina là một loài dương xỉ trong họ Marattiaceae. Loài này được James Edward Smith mô tả khoa học đầu tiên năm 1812 dưới danh pháp Marattia salicina. Năm 2008 Andrew G. Murdock chuyển nó sang chi Ptisana.

## Hình ảnh

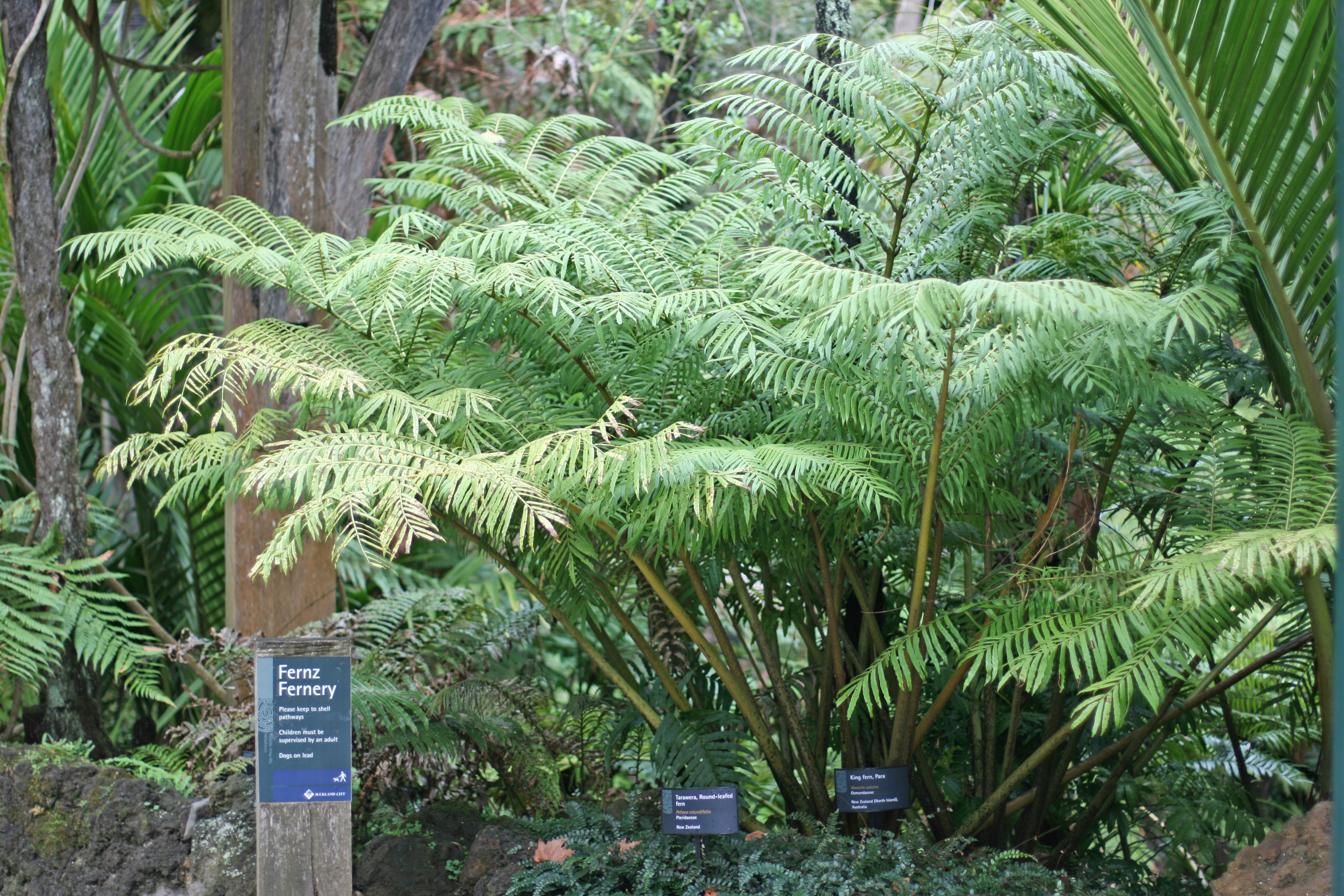